# Даниловка (Березовский район)
Даниловка (укр. Данилівка) — село, относится к Березовскому району Одесской области Украины.
Население по переписи 2001 года составляло 260 человек. Почтовый индекс — 67322. Телефонный код — 4856. Занимает площадь 0,825 км². Код КОАТУУ — 5121284902.

## Местный совет
67322, Одесская обл., Березовский р-н, с. Ставковое, ул. Центральная, 17